# Refugio Nacional de Vida Silvestre Tetlin
El Refugio Nacional de Vida Silvestre Tetlin es un paisaje dinámico a base de bosques, humedales, tundra, lagos, montañas y los ríos glaciales acotados por las nevadas cumbres de la cordillera de Alaska. Este valle en la parte superior del río Tanana se denomina "Paso Tetlin," porque sirve como destacada ruta migratoria para las aves que viajan desde o hacia Canadá, el bajo 48 y ambas América Central y Surámerica. Muchas de estas aves anidan y se crían en el refugio. Nómadas, incluyendo patos, gansos, cisnes, grúidos, aves de presa y pájaros cantores, comienzan a llegar al valle en abril, hasta comienzos de junio. Se estaima que son 116 las especies que se crían en Tetlin durante el corto verano, marcado por largos días y temperaturas altas que aceleran el crecimiento de plantas, insectos y otros invertebrados, proporcionando una importante fuente de alimentación para la crías de las aves.
En el refugio también habitan una importante cantidad de mamíferos de gran tamaño. Entre ellos se encuentran los carneros de Dall (siempre en las elevadas pendientes), alces, lobos, buitres de pavo, linces canadienses, cisnes de tundra, zorros rojos, halcones peregrinos, coyotes, castores, águilas doradas, martas, seis especies de búhos, liebres americanas, águilas pescadoras, cisnes trompeteros, ratas almizcleras, águilas calvas, nutrias de río, osos grizzly, osos negros y tres diferentes miembros de caribús.
Dos de las seis áreas conocidas de desove del salmón Coregonus pidschian en el río Yukon se encuentran en los términos del refugio. Junto con caribús y alces, este pez es una importante fuente de alimentación para los residentes de esta área. Otro salmón, el Thymallus arcticus así como la pica del norte y la lota también se pueden encontrar en los numerosos ríos y lagos del refugio.
El refuge tiene una área de superficie de 2,833.03 km², y por tamaño ocupa el puesto 18 entre los refugios nacionales de fauna y flora en los Estados Unidos, a pesar de que, quizás sorprendentemente, a la vez es el segundo más pequeño de los 16 de Alaska.

## Galería

Lago Midway.
Paisaje en el refugio.
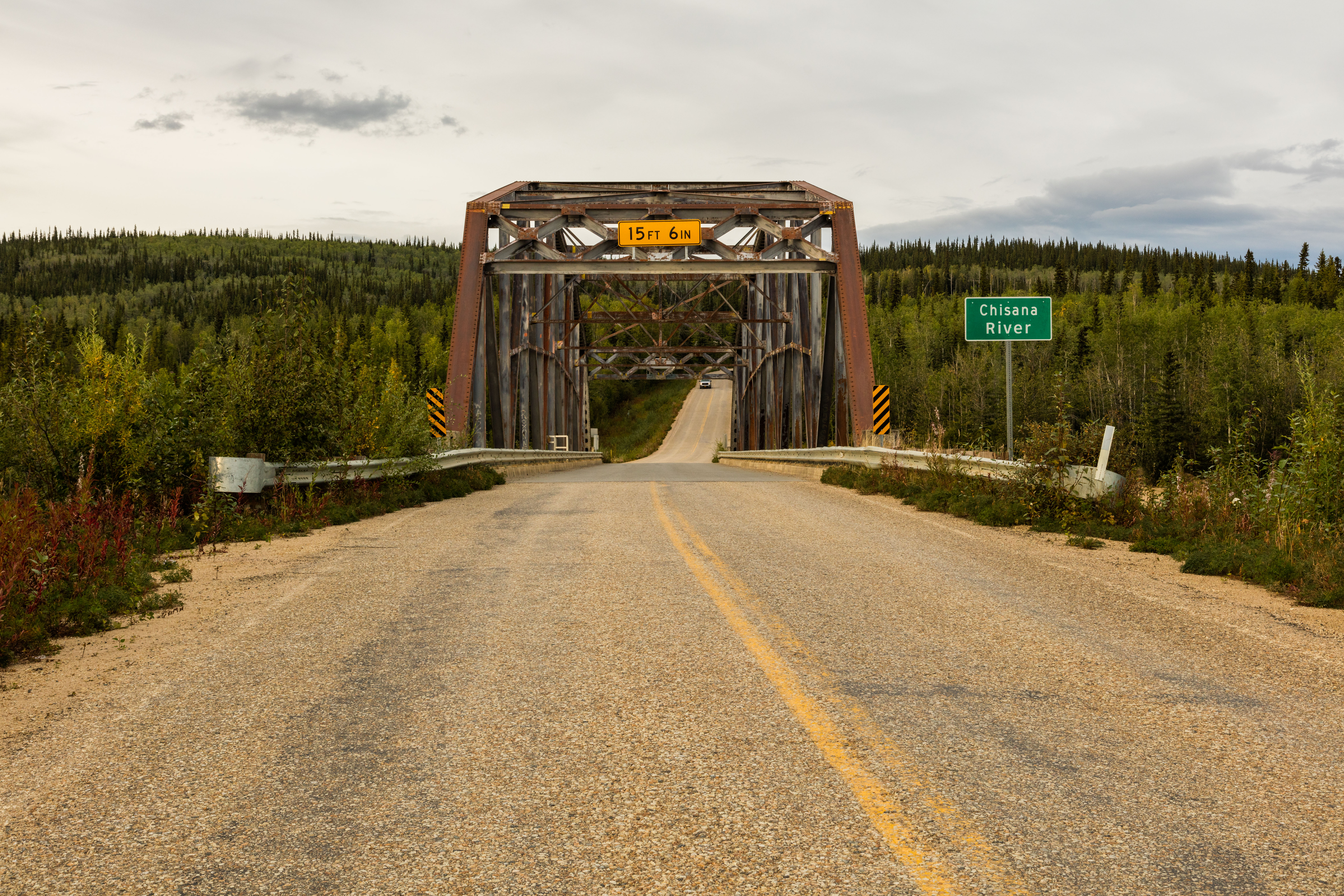
Puente sobre el río Chisana en el refugio.
Paisaje.
Lago.
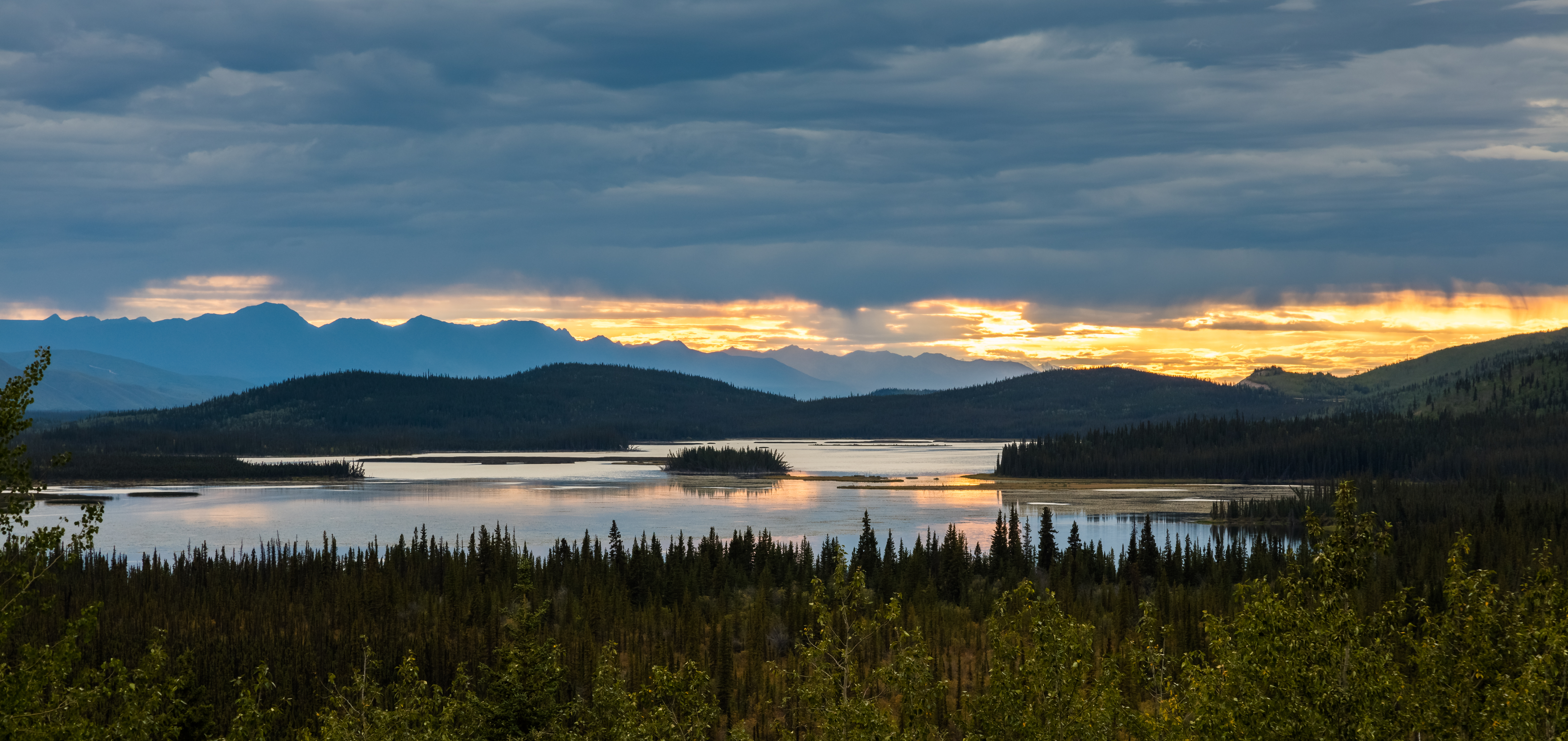